# Pseudochromis nigrovittatus
Pseudochromis nigrovittatus är en fiskart som beskrevs av Boulenger, 1897. Pseudochromis nigrovittatus ingår i släktet Pseudochromis och familjen Pseudochromidae. Inga underarter finns listade i Catalogue of Life.